# Mullakere, Sagar
Mullakere là một làng thuộc tehsil Sagar, huyện Shimoga, bang Karnataka, Ấn Độ.